# جينيفر فريمان
جينيفر نيكول فريمان (بالإنجليزية: Jennifer Nicole Freeman)‏ وهي ممثلة أمريكية ولدت في يوم 20 أكتوبر 1985 في مدينة لوس أنجلوس في ولاية كاليفورنيا في الولايات المتحدة وهي زوجة لاعب كُرَة السلة إيرل واتسون ومثلت في عدة أفلام ومسلسلات. اشتهرت فريمان بدور كلير كايل في المسلسل الكوميدي زوجتي وأطفالي.

## روابط خارجية
- جينيفر فريمان على موقع IMDb (الإنجليزية)
- جينيفر فريمان على موقع ألو سيني (الفرنسية)
- جينيفر فريمان على موقع أول موفي (الإنجليزية)
- جينيفر فريمان على موقع قاعدة بيانات الأفلام السويدية (السويدية)
- جينيفر فريمان على موقع إن إن دي بي (الإنجليزية)
- جينيفر فريمان على موقع قاعدة بيانات الفيلم (الإنجليزية)
- جينيفر فريمان على موقع كينوبويسك (الروسية)